# 傑森·歐瑪拉
傑森·歐瑪拉（英語：Jason O'Mara，1972年8月6日—），是一名愛爾蘭裔美國男演員和配音員，他最出名的作品為《史前新世界》、《拉斯維加斯往事》、《神盾局特工》、《高堡奇人》以及《惡靈古堡3：大滅絕》等。2016年他憑藉《雅多維爾圍城戰》中的表演獲得愛爾蘭影視學院獎最佳男配角。

## 簡介
歐瑪拉出生於都柏林，他有一個妹妹叫做蕾貝卡·歐瑪拉，她也是一名演員。

## 個人生活
歐瑪拉與美國女演員佩姬·塔柯於2003年9月在舊塞布魯克舉行的羅馬天主教儀式上結婚，他們育有一名孩子。2017年5月他們夫妻倆分居，佩姬於2017年6月提出離婚。此外，她也尋求對兒子大衛·奧瑪拉的共同法律監護權和配偶贍養費。
歐瑪拉於2009年成為美國公民。

## 外部連結
- 傑森·歐瑪拉在互联网电影资料库（IMDb）上的資料（英文）
- 傑森·歐瑪拉的Facebook專頁
- 傑森·歐瑪拉的X（前Twitter）
- 傑森·歐瑪拉的Instagram帳戶